# Messagerie électronique temporaire
La messagerie électronique temporaire ou jetable (aussi appelée e-mail temporaire ou e-mail jetable) est un système qui permet de créer une adresse électronique.
Dans la plupart des cas, les fournisseurs de courriels temporaires ne nécessitent pas d’inscription, ce qui permet de rester anonyme. Ces courriels sont générés automatiquement de façon aléatoire et ont une durée de vie limitée.

## Utilisations
Utilisée pour des raisons de sécurité, la messagerie électronique temporaire permet de protéger votre adresse principale contre diverses menaces en ligne et de préserver votre confidentialité. Vous pouvez l'utiliser de différentes manières : pour les essais gratuits sur les sites web, les enquêtes, les sondages, ou pour la vérification d'adresses électroniques. Elle est également très utile pour le développement d'applications et le téléchargement de fichiers uniques, tout en vous protégeant contre les spams et les collectes de données indésirables.

## Fonctionnement et options supplémentaires
Principalement, un e-mail temporaire unique vous sera généré, et une interface de réception temporaire nommée « Inbox »  vous permettra de voir les e-mails entrants en format texte ou html.

### Variantes
- L'option « Temps limité » peut varier d'un site à l'autre. Elle permet soit de supprimer entièrement l'e-mail temporaire créé, soit de supprimer uniquement son contenu après la période de temps que vous avez sélectionnée.

- L'option de redirection de courriel, appelée « Email forwarding »," permet de rediriger de manière anonyme les e-mails reçus sur votre adresse temporaire vers une adresse e-mail déterminée.
- celle qui permet de créer ou de supprimer des alias (adresses électronique secondaires reliées à une adresse principale). La messagerie laposte.net permet par exemple à monsieur Pierre Dupond, dont l'adresse courriel principale serait pierre.dupond@laposte.net, de créer chaque année un alias du type p<année>.dupond (ex: p2013.dupondt@laposte.net). Cette technique permet à ses correspondants de retrouver l'adresse alias, bien qu'elle soit modifiée tous les ans.